# مانوئل فرناندس خینس
مانوئل فرناندس خینس (اسپانیایی: Manuel Fernández Ginés‎؛ زادهٔ ۲۵ فوریهٔ ۱۹۷۱) دوچرخه‌سوار اهل اسپانیا است. وی در بازی‌های المپیک تابستانی ۱۹۹۶ شرکت کرده است.